# Børnerim
Børnerim er en samling digte for børn skrevet af Halfdan Rasmussen med illustrationer af Ib Spang Olsen. Samlingen blev udgivet i 1964 og er siden solgt i over 200.000 eksemplarer. Der var tale om en samling af fire tidligere udgivelser:
- Tullerulle Tappenstreg spiste gummibolde (1949)
- Kasper Himmelspjæt (1955)
- Himpegimpe og andre børnerim (1957)
- Pumpegris og andre børnerim (1959)

En række af rimene i samlingen er sat i musik og brugt overalt i landet i skoler og mange andre steder. Blandt disse er rim som:
- "Hej hej Nikolaj"
- "Snemand Frost og frøken Tø" (musik: Vagn Skovlund)
- "Petersen og Poulsen og Pallesen og Piil"
- "Tyggegummikongen Bobbel"